# Стрижамент
Стрижамент — гора в центре Предкавказья в Ставропольском крае, высшая точка Ставропольской возвышенности (831,8 м).

## Этимология
Название происходит от крепости, основанной на горе в 1794 году и носившей иностранное имя ретраншамент (укрепление), переделанное русскими на Стрижамент.

## Географическое положение
Расположена в юго-западной части Ставропольской возвышенности, на высоте 831 м (превышение над долиной реки Кубань составляет 500—530 м). Площадь горы — около 150 км².
Гора находится примерно посередине между Ставрополем и Невинномысском. Если двигаться по автодороге Р216 на юг, то после проезда хутора Польского слева открывается хороший вид на Стрижамент.
На вершине горы, на высоте 775—831 м, расположен биологический заказник «Стрижамент» (до 2011 года — ботанический заказник «Солдатская и Малая поляны»). На её восточных склонах берёт начало река Тёмная — левый приток Егорлыка. Восточнее Стрижамента и северо-восточнее станицы Новоекатериновской произрастает Нижний Сливной лес.

## Геологическая характеристика
Гора сложена палеогеновыми и неогеновыми глинами, у самой вершины перекрыта ракушечниками и песками среднесарматского возраста. По верхнему краю плато всюду нависают карнизы известняка, образуя пещеры и ниши. Южная часть горы входит в водораздельную гряду между реками Кубань и Егорлык, вытянутую на северо-запад и имеющую сравнительно узкий (100—700 м) уплощённый гребень. Северная часть представлена меридиональным отрогом с хорошо сохранившимся плакором шириной 1,5—2 км. Склоны горы вогнутые, в верхней части обрывистые, густо расчленённые оврагами, балками и оползнями. Почвы — чёрные, бурые, лесные разных подтипов.

## Флора и Фауна
Лесной фонд горы Стрижамент составляет 3737 гектаров. Здесь растут ильм, дубы, ясени, клёны, груши. Особенно ценен участок с буковыми деревьями. Он расположен в верхней части балки реки Тёмной и в верховьях притоков реки Егорлык. Это уникальный массив чистого букового леса. Средний возраст буков — 100–150 лет, а высота — 30 метров. 
На вершине Стрижамента раскинулась луговая степь, в которой произрастает более двухсот видов растений. Среди них есть и уникальные, которые можно встретить только в этом месте. Например, это касатик ненастоящий, молочай Нормана и аистник Стивена.
В заказнике «Стрижамент» обитает множество разнообразных животных. Здесь можно встретить 54 вида беспозвоночных и 62 вида позвоночных. Среди них 4 вида амфибий, 5 видов рептилий, 40 видов птиц и 11 видов млекопитающих.

## Разное
- 3 июля 1957 года вблизи вершины горы Стрижамент в сложных метеоусловиях из-за ошибочных действий экипажа (выполнение полёта ниже минимальной безопасной высоты) потерпел катастрофу самолёт Ли-2 (бортовой номер СССР-Л4825), следовавший рейсом № 461 по маршруту Ашхабад — Баку — Минеральные Воды — Армавир — Краснодар — Симферополь. Из 15 человек, находившихся на борту самолёта, погибло 8 человек (7 взрослых пассажиров и 1 ребёнок)[10].
- С 2002 года кадетский центр Невинномысского городского казачьего общества проводит восьмидневные полевые сборы в палаточном лагере на Малой Солдатской поляне[11].

## Памятники
Памятники природы
- «Буковый лес на горе Стрижамент» — часть Тёмного леса. Находится на северных и западных склонах горы, в основном в балке реки Тёмной[12].
- «Каменный хаос» — скопление глыб ракушечных известняков поперечником до 10 м в верхней части северного склона Стрижамента[13].

Памятники археологии и истории
- «Стрижамент» — селище предскифского периода (VIII — 1-я половина VII вв. до н. э.). Расположено на северном склоне горы[4].
- «Стрижаментская крепость. 1779 год»[14].